# Teddy Go!
Teddy Go! es una miniserie de televisión japonesa emitida por la cadena Fuji TV en el año 2015, y protagonizada por Aoi Morikawa y Sho Aikawa. Está basada en novela "Are You Teddy?" por Miaki Kato.

## Argumento
Yamase Kazuko es una trabajadora a tiempo parcial de 23 años de edad, quien recientemente fue engañada y abandonada por su novio, y también acaba de perder su trabajo, básicamente ella siente que ha llegado al fondo en la vida.
Un día, mientras camina por una tienda encuentra un oso de peluche del que ella se enamoró a primera vista. Ella lo compra inmediatamente y felizmente vuelve a casa con el oso de peluche.
A la mañana siguiente, cuando se despierta, lo que vio en el espejo era un reflejo de ella abraza con ... un hombre de aspecto duro, de mediana edad! Sin embargo, aparentemente, nadie lo puede ver.
Él es en realidad el espíritu de un hombre llamado Amano Yasuo, un detective que perdió la vida en el cumplimiento del deber, y está alojado dentro del cuerpo de un oso de peluche.
Con las condiciones de cambio, el par impar: una mujer joven sin trabajo y un detective de mediana edad deciden trabajar juntos para descubrir la verdad detrás de este caso criminal que persiguia Amano mientras estaba vivo

## Reparto
- Aoi Morikawa es Yamase Kazuko.
- Sho Aikawa es Kuma / Amano Yasuo.
- Yūta Hiraoka es Fuyuno.
- Satoru Matsuo es Ohashi.
- Yu Koyanagi es Yoshizumi.
- Shinji Rokkaku es Furuya.
- Hinata Igarashi es Takai Riku.
- Mei Nagano es Amano An.
- MOMOKO es Saki.
- Rie Minemura es la madre de Kazuko.